# Colonial goose
Colonial goose ou "ganso colonial" é um estufado de perna de borrego ou carneiro inventada pelos primeiros colonizadores ingleses da Nova Zelândia, para imitar uma comida tradicional europeia. Este prato é ainda servido como uma atração das festas do solstício de Junho.
É preparado desossando cuidadosamente uma perna de borrego e recheando-a com uma mistura de pão ralado, cebola, salsa e tomilho ou sálvia, temperada com mel e damascos secos. A perna é depois marinada em vinho tinto, o que lhe dá a aparência de ganso depois de cozinhada.